# District de Sant Kabir Nagar
Le district de Sant Kabir Nagar (en hindi : संत कबीर नगर जिला) est une division administrative de la division de Basti dans l'État de l'Uttar Pradesh, en Inde.

## Géographie
La superficie du district est de 1 646 km2 et la population était en 2011 de 1 715 183 habitants.
Le chef-lieu du district est Khalilabad.